# Dolina Dolnej Kwisy
Dolina Dolnej Kwisy (kod PLH020050) – specjalny obszar ochrony siedlisk sieci Natura 2000, zlokalizowany na terenie województwa dolnośląskiego i lubuskiego, w dorzeczu rzeki Kwisy.
Obszar obejmuje powierzchnię 5972,18 ha lub 5885.87 ha
Teren wyznaczony został w celu długotrwałego zabezpieczenia naturalnych środowisk życia oraz populacji zagrożonych wymarciem gatunków zwierząt, które nie należą do ptaków.

## Siedliska pod ochroną
- wydmy śródlądowe z murawami napiaskowymi (szczotlicha, mietlica)[3]

- brzegi lub osuszane dna zbiorników wodnych ze zbiorowiskami z Littorelletea uniflorae, Isoeto Nanojuncetea[3]

- starorzecza i naturalne eutroficzne zbiorniki wodne ze zbiorowiskami z Nympheion, Potamion[3]
- nizinne i podgórskie rzeki ze zbiorowiskami włosieniczników (Ranunculion fluitantis)[3]

- wilgotne wrzosowiska z wrzoścem bagiennym (Ericion tetralix)[3]

- zmiennowilgotne łąki trzęślicowe (Molinion)[3]

- ziołorośla górskie (Adenostylion alliariae) i ziołorośla nadrzeczne (Convolvuletalia sepium)[3]

- niżowe i górskie świeże łąki użytkowane ekstensywnie (Arrhenatherion elatioris)[3]

- obniżenia na podłożu torfowym z roślinnością ze związku Rhynchosporion[3]
- ściany skalne i urwiska krzemianowe ze zbiorowiskami z Androsacion vandelii[3]

- kwaśne buczyny (Luzulo-Fagetum)[3]

- grąd środkowoeuropejski i subkontynentalny (Galio-Carpinetum, Tilio-Carpinetum)[3]

- kwaśne dąbrowy (Quercion robori-petraeae)[3]
- łęgi wierzbowe, topolowe, olszowe i jesionowe (Salicetum albo-fragilis, Populetum albae, Alnenion glutinoso-incanae) i olsy źródliskowe[3]

- łęgowe lasy dębowo-wiązowo-jesionowe (Ficario-Ulmetu)[3]

## Gatunki pod ochroną
Ochroną objęte są: bóbr europejski, czerwończyk nieparek, głowacz białopłetwy, jelonek rogacz, kozioróg dębosz, minóg strumieniowy, mopek, nocek duży, nocek, pachnica dębowa, trzepla zielona, wilk, wydra, zalotka większa.